# Craterul Gow
Gow este un crater de impact meteoritic în Saskatchewan, Canada.

## Date generale
Are 4 km în diametru și are vârsta estimată la mai puțin de 250 milioane ani (Triasic sau mai târziu). Craterul conține un lac care are o insulă formată de ridicătura centrală.